# Jérôme Prior
Jérôme Yashin Prior (Toulon, 8 de agosto de 1995) es un futbolista francés que juega como guardameta y forma parte de la plantilla del Livingston F. C. de la Scottish Premiership.

## Trayectoria
Formado en la cantera del Football Club Girondins de Burdeos, empezó su carrera en 2012 formando parte del filial. Tras formar parte del segundo equipo durante varias temporadas, el 15 de agosto de 2015 jugó con el primer equipo en la máxima categoría del fútbol francés frente al A. S. Saint-Étienne.
En el primer equipo bordelés estuvo durante cuatro temporadas, llegando a disputar tres partidos de la Liga Europa de la UEFA, antes de recalar en el Valenciennes F. C. En la campaña 2020-21 participó en 32 partidos.
Al término de la temporada 2020-21 finalizó su contrato con el Valenciennes F. C. y en junio de 2021 llegó a prueba al Go Ahead Eagles. No se quedó, ya que el 14 de agosto se confirmó su fichaje por el F. C. Cartagena, en ese momento equipo de la Segunda División de España, por una temporada con opción a otra.
En Cartagena fue habitualmente suplente, por lo que tras un año se marchó al PAS Giannina. En Grecia estuvo menos tiempo, ya que el 1 de febrero de 2023 regresó a Francia para jugar en el Pau F. C. que, en ese momento, competía en la Ligue 2.
En enero de 2024 estuvo a prueba en el Livingston F. C. y llegó a disputar un amistoso. El club intentó ficharlo, pero al necesitar un permiso de trabajo no se incorporó hasta la siguiente temporada. Firmó por un año con una renovación automática para una segunda campaña en caso de ascender a la Scottish Premiership.

## Clubes
| Club                            | País    | Año       |
| ------------------------------- | ------- | --------- |
| F. C. Girondins de Burdeos "II" | Francia | 2012-2015 |
| F. C. Girondins de Burdeos      | Francia | 2015-2019 |
| Valenciennes F. C.              | Francia | 2019-2021 |
| F. C. Cartagena                 | España  | 2021-2022 |
| PAS Giannina                    | Grecia  | 2022-2023 |
| Pau F. C.                       | Francia | 2023      |
| Livingston F. C.                | Escocia | 2024-     |